# Powszechna Spółdzielnia Spożywców „Zorza”

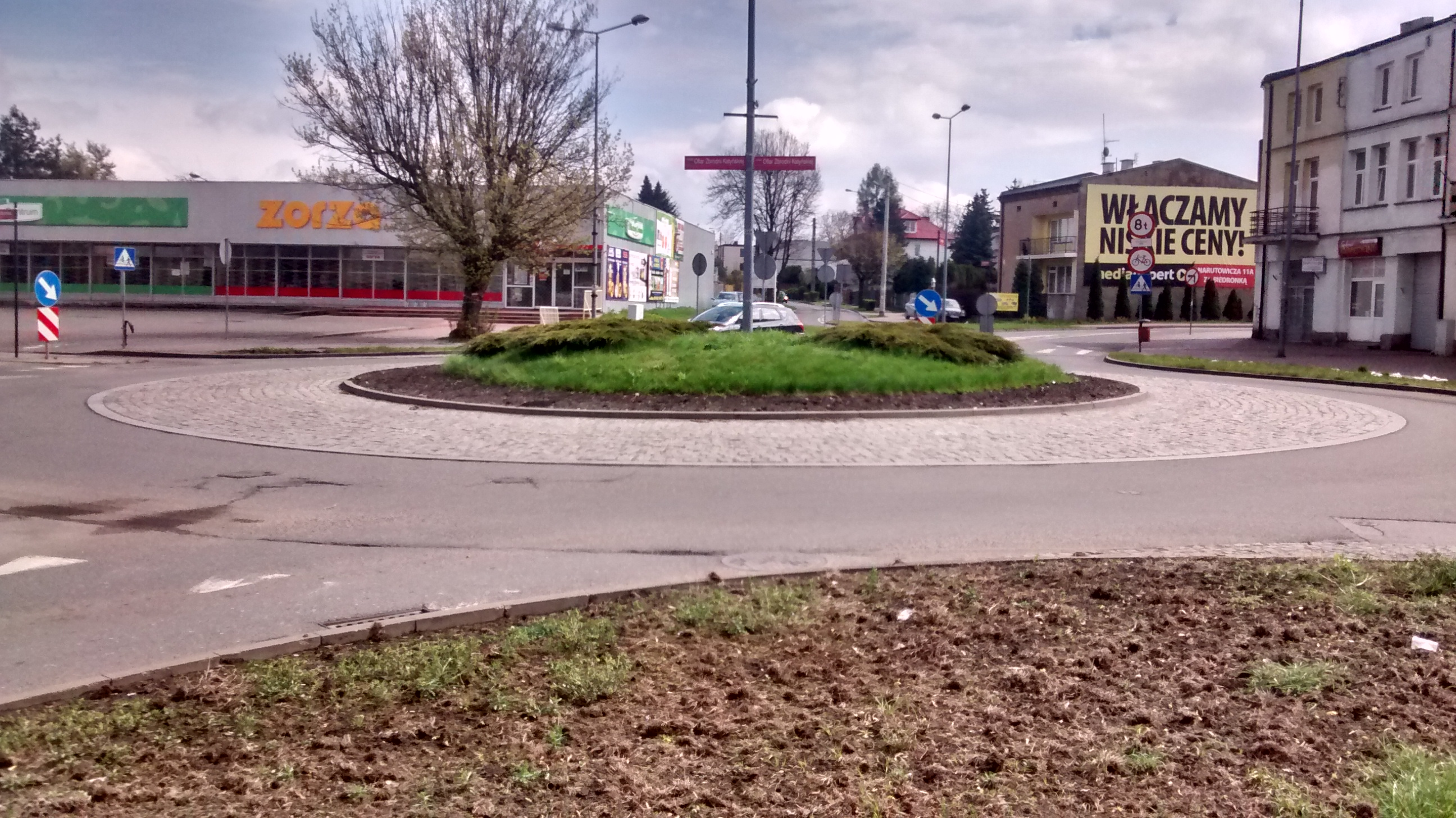
Po lewej sklep PSS Zorza

Powszechna Spółdzielnia Spożywców „Zorza” – największa sieć sklepów osiedlowych w Radomsku. Spółdzielnia zajmuje się sprzedażą artykułów spożywczych, chemicznych, artykułów gospodarstwa domowego posiadająca 22 sklepy na terenie miasta o łącznej powierzchni 4 tys. m². Spółdzielnia dysponuje 6 supermarketami. Firma prowadzi swoją piekarnię, ciastkarnię oraz centrum logistyczne.
PSS „ZORZA” jest najstarszą firmą handlowo-produkcyjną na terenie miasta Radomska.
Status założycielski został zatwierdzony w 1893 roku.
W 2024 r. spółdzielnia "Zorza" została postawiona w stan likwidacji.